# 川勝広運
川勝 広運（かわかつ ひろかず）は、江戸時代後期の旗本。秀氏流川勝家（本家）の12代当主。明治維新後、東京府参事となった。名は「広一」と記される場合もある。

## 生涯
文政11年（1828年）、越前勝山藩主の小笠原長貴の五男として江戸に生まれた。『江戸幕臣人名事典（全一巻）改訂新版』等の記述によった。『幕末維新人名事典』には、父は駿府定番・川勝中務広業とある。
嘉永4年（1851年）に川勝中務広業の子で旗本の川勝左京の養子となった。文久2年（1862年）4月8日、小栗忠順の推挙により、小姓組兼講武所砲術教授方出役から目付となり、同年7月5日に勘定奉行勝手方となった。同年閏8月3日、松平慶永らの主張する幕政改革により新設され、寺社奉行牧野貞直など12名が任命された政事改革御用掛に任命され、勘定奉行と兼務した。文久3年（1863年）8月14日、陸軍奉行並となったが、元治元年（1864年）8月19日に寄合となった。慶応元年（1865年）7月10日、長崎奉行並となったが、同年7月晦日に職を辞した。同年11月26日に大目付となり京都詰を勤め、滝川具挙と共に長州征討の参謀役を担当した。慶応3年（1867年）4月7日、養父左京の家督（丹波内2,570石余）を継ぎ、同年6月17日に若年寄並となった。
慶応4年（1868年）正月23日、恭順派に与して若年寄に進み、戊辰戦争の際は勝海舟、大久保一翁らと共に江戸開城に尽力した。
明治維新後、大久保一翁東京府知事の下で、明治6年（1873年）から東京府参事を務めた。明治5年（1872年）9月12日、新橋・横浜間鉄道開通式当日、明治天皇の乗られた四頭立ての馬車を、広運（東京府知事代理権参事）は騎馬で先導する栄誉を授かっている。
若い頃から煎茶を嗜み、蓬仙（ほうせん）と号した。茶器の解説書として知られる『蓬仙茶話・茶器篇』慶応3年（1867年）刊を執筆している。自身は中国風の茶を好んで、江戸（東京）煎茶界に少なからぬ影響を与えたとされる。
明治8年（1875年）6月29日、東京・蛎殻町において48歳で没した。